# A Natividade Mística
A Natividade Mística (cerca de 1500-1501), é uma pintura do mestre renascentista italiano Sandro Botticelli, exposta na Galeria Nacional de Londres. Botticelli construiu a imagem usando a pintura de óleo sobre tela. É sua única obra assinada e datada, e mostra uma iconografia muito pouco comum para a Natividade.
A inscrição em grego no topo traduz-se assim: 
- "Este quadro foi pintado ao fim do ano 1500, durante os problemas da Itália, por mim, Alessandro [verdadeiro nome de Botticelli], na metade do tempo depois do tempo no qual se tornava verdadeiro o capítulo onze de São João Evangelista e o segunda ‘ai’ do Apocalipse, e quando Satanás caiu por terra por três anos e meio. Depois disso o demônio será acorrentado e o veremos pisoteado como neste quadro”."[2]

Botticelli acreditava estar a viver durante a Tribulação, possivelmente devido às transformações na Europa na época, e devido à previsão do Milénio de Cristo, tal como indicado no texto bíblico.
Tem sido sugerido que a pintura pode estar ligada a Savonarola, cuja influência aparece numa série de pinturas finais de Botticelli, embora o conteúdo da imagem pode ter sido pedido especificamente pela pessoa que a encomendou. A pintura utiliza a convenção medieval mostrando a Virgem Maria e o Menino Jesus maiores do que outras figuras à sua volta, o que certamente foi feito deliberadamente.

## Contexto Histórico

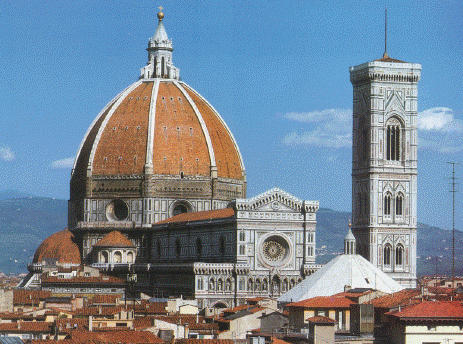
Os discursos de Savonarola atraiam grandes multidões para a Catedral de Florença Botticelli era um dos seus seguidores.

A Natividade Mística descreve uma cena de alegria e celebração, de alegria terrestre e celeste, com anjos dançando no topo da pintura. No topo da pintura o nome de Botticelli, mas também as palavras apocalípticas e preocupantes. E também há premonições obscuras: a criança indefesa repousa sobre uma folha que evoca uma mortalha em que seu corpo um dia vai ser enrolado, enquanto a caverna em que a cena é montada chama a atenção para o seu túmulo. Os Reis à esquerda não têm ofertas, mas a própria devoção. Na parte superior da pintura doze anjos vestidos nas cores da fé, esperança e caridade dançam em círculo, segurando ramos de oliveira, e acima deles o céu aberto numa grande cúpula dourada, enquanto na parte inferior da pintura, três anjos abraçam três homens, aparente de conseguem até levantá-los do chão. Eles sustentam pergaminhos em latim, "paz na terra aos homens de boa vontade ". Atrás deles, sete demónios fogem para o submundo, alguns empalados nas suas próprias armas. "Nos tempos da Renascença pinturas do Juízo Final mostrou aos espectadores a contagem dos condenados e os que se salvam no momento da Segunda Vinda de Cristo. A Natividade Mística põe-nos a pensar que não é só o nascimento de Cristo, mas também o seu retorno". (Jonathan Nelson, da Universidade de Syracuse, em Florença).
A pintura, feita em 1500, surgiu na cidade de Florença, num momento em que o fanático pregador Savonarola já tinha sido deposto de seu reinado de terror sob a cidade. Ele tinha chegado a Florença em 1490, mas foi repelido pela glória artística e enorme riqueza que tanto impressionou o mundo. Ele pregou que Florença era um lugar corrupto. Um grande flagelo estava a aproximar-se e, de seguida, suas palavras tinham assumido uma realidade aterradora: a Guerra Italiana de 1494-1498. Em 1494 um enorme exército francês invadiu a Itália e 10.000 soldados entraram em Florença. Os florentinos temiam que o rei da França saqueasse a cidade. Savonarola entrou no vácuo político, ele se encontrou com o rei francês e persuadiu-o a sair de Florença pacificamente. Na sua gratidão e alívio, os florentinos viram o frade como um profeta e as suas pregações atraiam multidões à Catedral de Florença. Savonarola alegou que Florença se poderia tornar a nova Jerusalém, se os cidadãos se arrependessem e abandonassem os seus luxos - o que incluía grande parte da sua arte. Sua opinião foi sendo aceita por grupos de jovens que foram às ruas para incentivar as pessoas a largar seus luxos, seus retratos lascivos, os livros, as suas vaidades, pentes, espelhos, etc. Botticelli pode ter visto alguns dos seus quadros consumidos pelas chamas. No entanto, o artista nunca se opôs, como grande parte da cidade, já que também ele estava sob a influência de Savonarola. Parece que um sermão pregado por Savonarola interfere directamente com a criação da Natividade Mística.

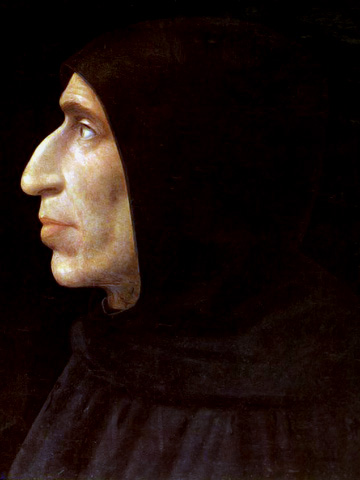
Num dos sermões Savonarola pregava que tinha tido uma visão em que uma multidão vinha direito a ele acabando por ver uma enorme coroa celestial. Na base da multidão estavam doze coroas e doze fitas enroladas em volta e escrito nestas, as qualidades místicas e os privilégios da Virgem Maria.

Durante anos Savonarola governou Florença, embora tenha proclamado que Cristo era o rei da "Nova Jerusalém". Seu governo fez poderosos inimigos políticos. Ele foi desafiado a provar a sua santidade, caminhando através do fogo e quando ele se recusou, a opinião voltou-se contra ele. Ele foi preso e, sob tortura, confessou ser um falso profeta. Em 23 de maio de 1498 foi enforcado, com dois dos seus principais tenentes, seus corpos queimados e suas cinzas atiradas ao Arno. Alguns vêem os três homens na parte inferior da pintura como representantes dos três executados, a levantarem-se e a serem restaurados para a Santa Graça - mas a perseguição e não a paz aguardava os seguidores de Savonarola. Foi assim numa atmosfera de opressão que Botticelli pintou a Natividade Mística.

### Características
A pintura é sobre tela - normalmente Botticelli teria usado o painel de madeira - talvez por ser uma pintura com uma mensagem perigosa, a lona tinha a vantagem que poderia ser enrolada e escondida. Com a sua tela preparada esboçou um projecto detalhado sobre o papel, só depois transferido para a tela. Baseou-se em várias fontes - a dança dos anjos lembram as suas três graças da "Primavera", o diabo foi inspirado numa gravura alemã. Raios-X mostram que muito pouco do projeto original foi alterado - só as asas de um anjo foram ajustadas e as árvores acrescentadas sobre o telhado do estábulo. Para criar a abóbada celeste, Botticelli embarcou nas práticas de ourives que tinha aprendido enquanto criança. "O simbolismo do ouro tem a ver com a natureza, imutável imaculado do céu - o ouro não deteriora, não escurece como a prata, Botticelli teria usado uma camada adesiva feita de óleo misturado com resina. - Não polido, o ouro só deu uma ajuda para tapar as irregularidades da superfície da tela. Fé, Esperança e Caridade, [os três anjos vestidos de branco, verde e vermelho] – foram escurecendo com o tempo transformando-se aos poucos em bronze. Originalmente teria sido vibrante".

## Destino do Quadro
Botticelli morreu em 1510. A Natividade Mística permaneceu escondida por mais de três séculos. Roma no final do século XVIII era muito diferente da Florença renascentista - excepto pela presença dos invasores franceses. Muitos estrangeiros saíram de Itália, mas não um jovem inglês, William Ottley. 

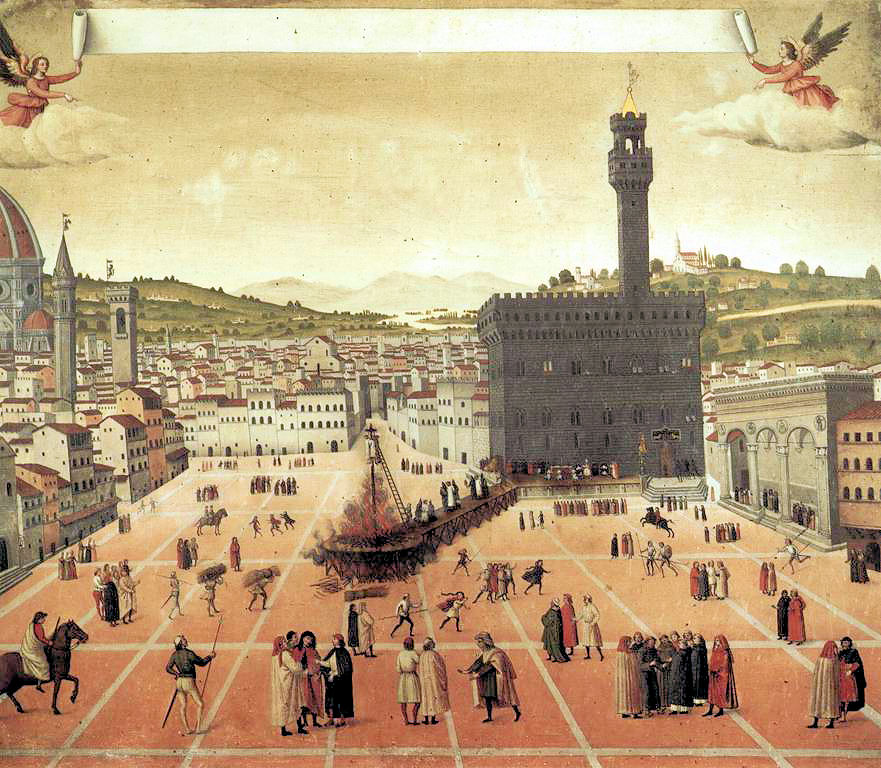
Enforcamento e incineração do corpo de Savonarola na Piazza della Signoria - (Anônimo, 1498, Museu Nacional de São Marcos).

Era um amante da arte, e rico, com uma plantação com escravos nas Caraíbas. Ele comprou muitas pinturas a um preço baixo. Na Villa Aldobrandini viu uma obra pequena, desconhecida, a Natividade Mística de Botticelli. Botticelli era então nessa altura muito desconhecido.
Ao chegar a Londres, a casa de Ottley tornou-se num museu privado de obras de arte italiana. Após a morte de William Ottley, Fuller-Maitland de Stansted comprou a pintura num leilão por £80. Quando a emprestou para uma exposição de arte em Manchester em 1857, a pintura esteve pela primeira vez em exposição pública.

"A partir do momento em que a arte de Botticelli é mostrada ao publico em Manchester, ouve uma grande mudança de opinião sobre o seu trabalho. Entre 1870 e finais de 1890, Botticelli torna-se uma figura de culto, alguém que todos os artistas da época diziam estar na linha da frente da arte que o mundo aspirava ser ideal. Dante Gabriel Rossetti, Edward Burne-Jones adaptaram elementos de Botticelli para o seu próprio trabalho. Burne-Jones copiou algumas ilustrações de Botticelli na Divina Comédia de Dante para os seus próprios livros. Rossetti demonstrou a sua afeição ao trabalho de Botticelli ao comprar o retrato de "Esmeralda Badinelli"  em 1867."
John Ruskin ajudou a dar à pintura o nome pela qual hoje é conhecida, depois de vê-la em Londres. Ele se referiu a ela como um "simbolismo místico" de Botticelli. Quando Maitland morreu, o National Gallery de Londres interveio. De acordo com Nicholas Penny, a galeria "estava interessada em comprar obras do baixo Renascimento. Anteriormente, tinha como a sua prioridade comprar obras que não tinham controvérsia e sobretudo porque havia um elemento de excitação de vanguarda sobre a compra de imagens como esta no século XIX." A National Gallery pagou em 1878 £1.500 pela pintura, sendo que o seu valor era 20 vezes menor apenas 30 anos antes.

## Galeria

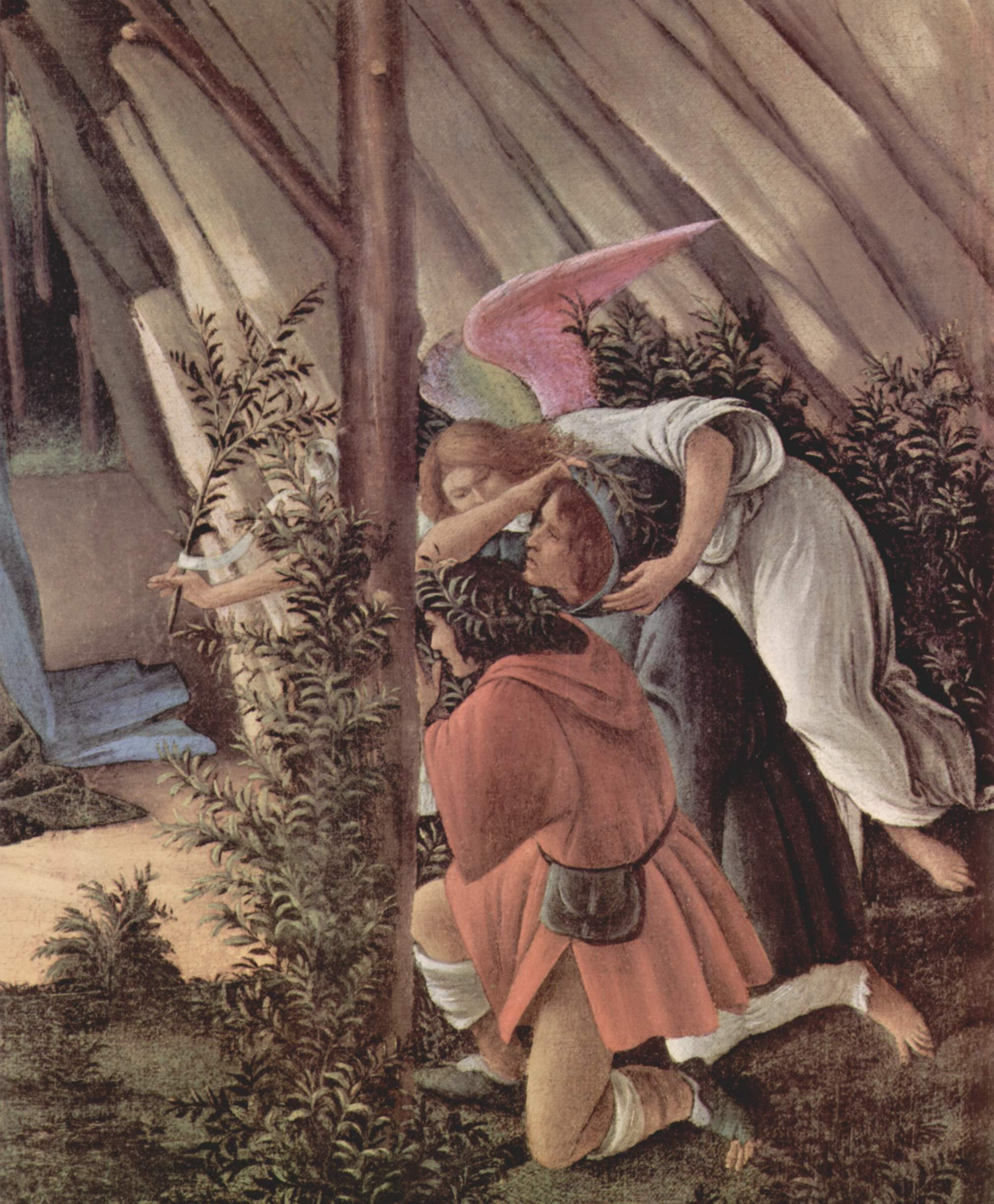
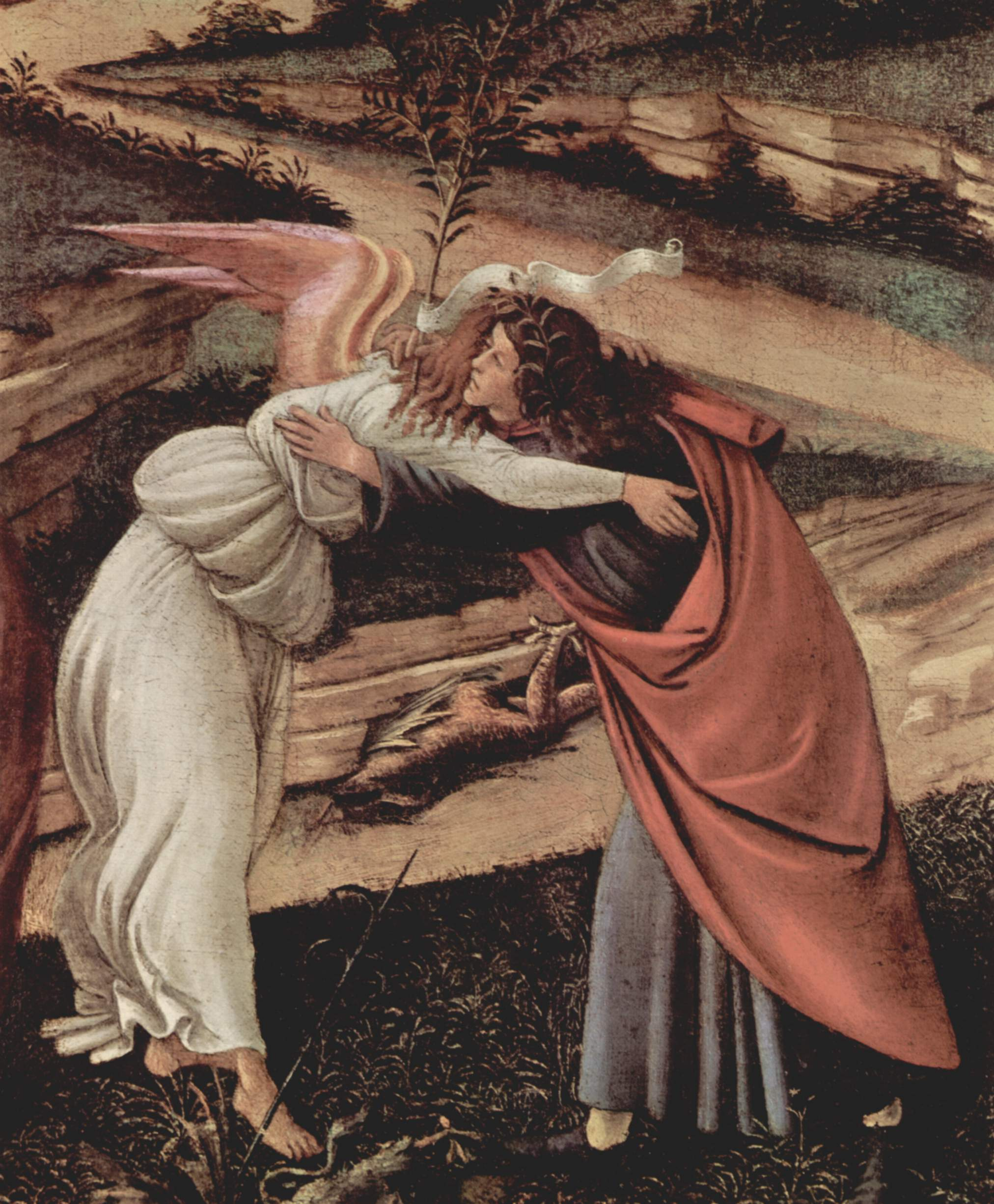